# Stenothemus owadai
Stenothemus owadai là một loài bọ cánh cứng trong họ Cantharidae. Loài này được Okushima & Sato miêu tả khoa học năm 1997.